# Marek Doktor
Marek Doktor (ur. 9 czerwca 1949 w Białej Krakowskiej, zm. 19 sierpnia 2020) – polski geolog, dr hab. inż.

## Życiorys
Absolwent Wydziału
Geologiczno-Poszukiwawczego AGH. Obronił pracę doktorską, następnie uzyskał stopień doktora habilitowanego. Został zatrudniony na stanowisku profesora w Akademii Górniczej i Hutniczej w Krakowie oraz pracował w Instytucie Nauk Geologicznych Polskiej Akademii Nauk. Kierownik Katedry Geologii Ogólnej i Geoturystyki WGGiOŚ AGH, redaktor naczelny czasopisma „Geoturystyka”.

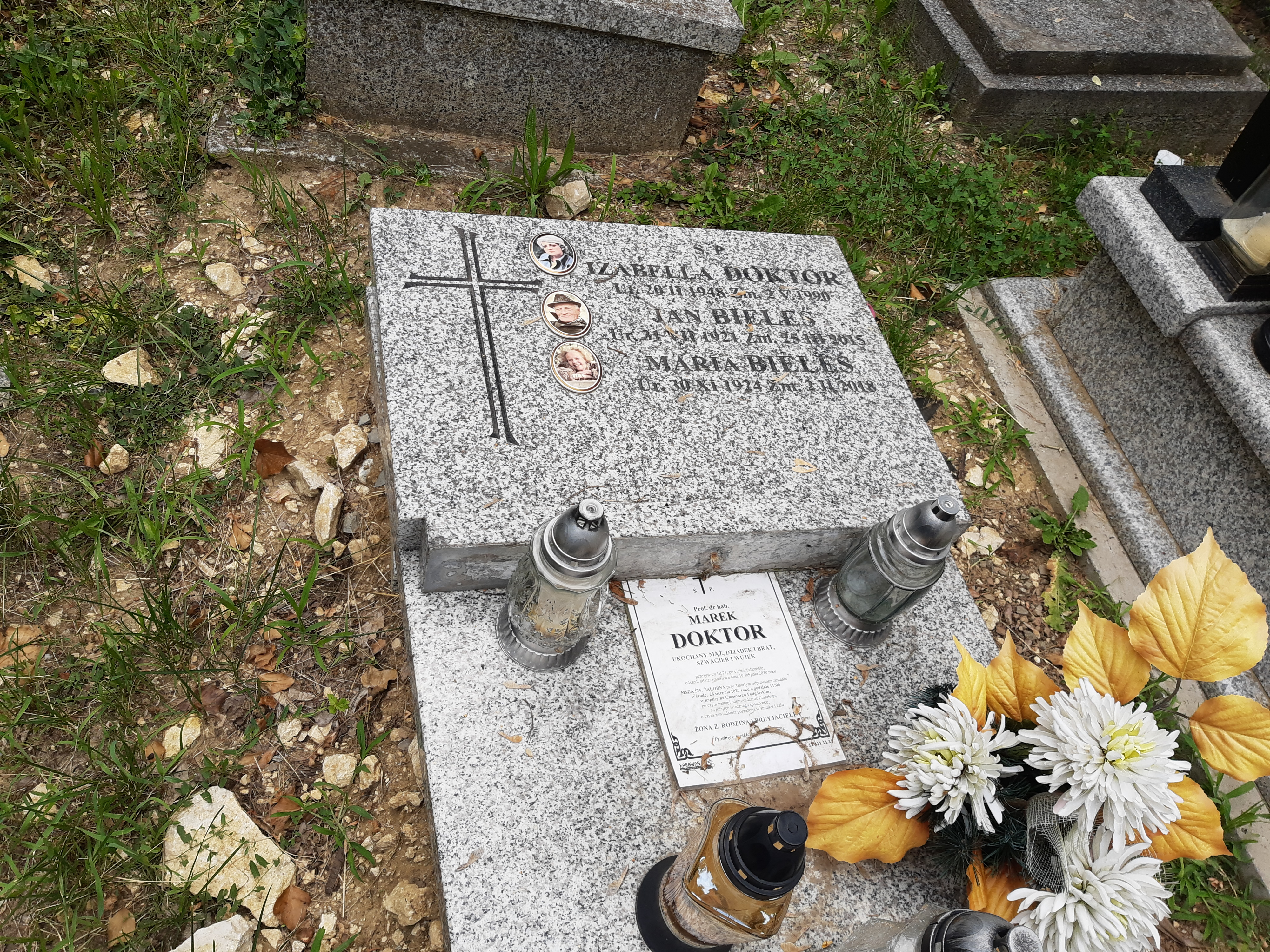
Grób prof. Marka Doktora na Cmentarzu Podgórskim

Zmarł 19 sierpnia 2020. Został pochowany na Cmentarzu Podgórskim w Krakowie (kwatera XXIX-12-13).